# Олешники (Логойський район)
Олешники — (біл. вёска Алешники), село (веска) в складі Логойського району розташоване в Мінській області Білорусі, підпорядковане Швабській сільській раді.
Село Олешники розташоване в центральних районах Білорусі, у північній частині Мінської області - орієнтовне розташування.